# The Squeaky wheel
The Squeaky wheel (trad. la ruota stridente) è il soprannome dato dagli ascoltatori di onde corte a una misteriosa stazione radiofonica che trasmette in onde corte un caratteristico suono, dal quale deriva il nome, e occasionalmente messaggi in codice.

## Storia
Dal 2000 al 2008 circa il suono ricordava in tutto e per tutto quello di una ruota che striscia sull'asfalto, ma nel 2008 cambiò e ora è composto da due toni alternati ripetuti all'infinito infatti risulta più difficile immaginare una ruota cigolante. La frequenza di trasmissione dell'emittente cambia dal giorno alla notte: di giorno trasmette sui 5473 kHz, di notte sui 3828 kHz.
La trasmissione avviene in modulazione a banda laterale singola con soppressione della banda superiore (USB). Più volte il suono è stato interrotto per lasciar spazio a messaggi vocali in codice, nel formato Strategic Flash Messages, pronunciati al microfono da persone reali, sia maschili che femminili. Il luogo preciso di origine della trasmissione è sconosciuto, ma si stima vicino alla città di Rostov sul Don, in Russia. 
Il segnale non è molto buono nell'Europa centrale e talvolta il suono arriva a scomparire per giorni, sommerso dal rumore. La trasmissione è stata udita anche sulle frequenze 3650 kHz, 3815 kHz, 5474 kHz e 5641 kHz. La designazione Enigma per la Squeaky wheel era S32, dove "S" significa "Lingua slava", ma dal 2000 al 2005 la designazione fu cambiata in XSW, in quanto la voce non era più riconoscibile.